# Врела (Зворник)
Врела су насељено мјесто у општини Зворник, Република Српска, БиХ. Према попису становништва из 1991. у насељу је живјело 127 становника.

## Становништво
У засеоку Врелима мало је породица, а многе од њих се расељавају и настањују ближе зворничко-бијељинском путу.
Према саопштењу старијих казивача Матићи (Ђурђиц) и Николићи (Ђурђиц) једна су „фамилија“ поријеклом из Херцеговине, а овдје су се прије 180 година доселила два брата Нико и Мато.
Илићи звани Тешићи-Станићи (Никољдан) долазе из Локања; предак ове породице је негдје пред крај турске управе овдје дошао (ушао жени у кућу).
Марковићи (Ђурђевдан) овдје су се доселили из Мајевице за вријеме турске управе.
Зекићи, звани Пантићи (Јовањдан), јесу „од ’Ерцеговине“, а доселили су за вријеме аустроугарске, а можда и пред крај турске управе.
Предак породице Крстића (Лучиндан) поријеклом је из Трновице. Овдје се настанио за вријеме аустроугарске управе након што се оженио одавде и ту остао. Исти случај је и са породицом Томића (Аранђеловдан)  која је такође поријеклом из Трновице. Предак ове породице је око 1925. године „ушао жени у кућу“.
О поријеклу породице Дамњановић (Митровдан) ништа није поуздано познато.
Према попису становништва из 1991. године, мјесто је имало 127 становника.
| Националност | 1991. |
| Срби         | 127   |
| Укупно       |       |

| Демографија | Демографија | Демографија |
| Година      | Становника  | Становника  |
| ----------- | ----------- | ----------- |
| 1948.       | 152         |             |
| 1953.       | 164         |             |
| 1961.       | 180         |             |
| 1971.       | 156         |             |
| 1981.       | 133         |             |
| 1991.       | 127         |             |